# پرچم نامیبیا
پرچم نامیبیا برای اولین بار در ۲۱ مارس ۱۹۹۰ به رسمیت شناخته شد. به‌عنوان پرچم ملی و نشان ملی شناخته می‌شود و همچنین دارای تناسب ۲:۳ می‌باشد.

## نگارخانه